# Риболов на Дунаву
Као и сва подручја близу реке Дунав, тако и у вршачком крају, лов рибе датира од најстарих дана људског постојања. У Малом и Великом риту покрај града риболов је био развијен све до 19. века, када су воде исушене, али је рибе било у изобиљу у оближњим рекама и потоцима. Изградњом канала ДТД риболов постаје најзаступљенији на овом водотоку. Организовани спортски риболов јавља се средином прошлог века када је основано Удружење спортских риболоваца Шаран. На реци Караш, каналима Шулов, Моравица, Ројга, Вршачком каналу, потоку Месић и осталим водотоцима лови се сва слатководна риба сом, шаран, штука, смуђ, бабушка, црвенперка, караш, лињак, патуљасти сом, шнајдер, деверика и друге познате врсте риба. У граду има више од хиљаду регистрованих спортских риболоваца, али је број оних који се рекреативно и повремено баве овим спортом неколико пута већи.